# Alhagie Drammeh (Politiker)
Alhagie Drammeh ist ein gambischer Politiker.

## Leben
| Parlamentswahl | Stimmen | Stimmanteil |
| -------------- | ------- | ----------- |
| 2017           | 4.997   | 40,68 %     |

Alhagie Drammeh trat bei den Regionalwahlen in Gambia 2013 zur Wahl des Kanifing Municipal Councils für den Wahlbezirk Old Jeshwang im Wahlkreis Jeshwang an. Da es keinen Gegenkandidaten gab, erlangte er einen Sitz im Gemeinderat.
Bei der Wahl zum Parlament 2017 trat er als Kandidat der United Democratic Party (UDP) im selben Wahlkreis in der Kanifing Administrative Region an. Mit 40,68 % konnte er den Wahlkreis vor dem unabhängigen Kandidaten Sheriff S. Sarr (* 1971) für sich gewinnen.
Bei den Parlamentswahlen 2022 trat Drammeh nicht mehr an, das Mandat erlangte Sarr für die Alliance for Patriotic Reorientation and Construction (APRC).